# سرجی گومز
سرجی گومز (انگلیسی: Sergi Gómez؛ زادهٔ ۲۸ مارس ۱۹۹۲) یک بازیکن فوتبال اهل اسپانیا است.

## افتخارات
سویا
- لیگ اروپا: ۲۰–۲۰۱۹[۱]